# Anoditica
Anoditica is een geslacht van vlinders van de familie sikkelmotten (Oecophoridae), uit de onderfamilie Xyloryctinae.

## Soorten
- A. autopa Meyrick, 1938
- A. concretella Viette, 1956